# Artëm Kačer
Artëm Arestakovič Kačer (in russo Артём Арестакович Качер?; Vladikavkaz, 17 agosto 1988) è un cantante e rapper russo.

## Biografia
Nato a Vladikavkaz, ha acquisito la rilevanza nazionale dopo aver collaborato con Artik & Asti nella hit Grustnyj dėns, uno dei principali successi sia nella Federazione Russa che in Ucraina durante il 2019; il brano, riconosciuto con un premio Viktorija, un Zolotoj grammofon, un Novoe Radio Award e un Žara Music Award, si è imposto in vetta alla graduatoria radiofonica russa e in top ten di quella ucraina.
Odinokaja Luna, premiata con un Zolotoj grammofon, è stata pubblicata nel novembre 2019 ed è divenuta la sua seconda entrata in top ten nella classifica russa, nonché uno dei brani più popolari dell'anno nelle radio russe.
Nel 2021 è stato pubblicato dal ramo russo della Warner Music Group l'EP di debutto Drama e il terzo album in studio Kačer, a cui hanno fatto seguito i dischi Devočka, ne plač' (2022), Fevral' (2023) e Sijaj (2024).
Il 1º marzo 2025 ha ricevuto il suo primo premio Viktorija da solista per Serdce v serdce (2024), singolo vincitore nella categoria di hit dance dell'anno.

## Discografia

### Album in studio
- 2019 – Odin na odin
- 2020 – Budu tebja ljubit
- 2021 – Kačer
- 2022 – Devočka, ne plač'
- 2023 – Fevral'
- 2024 – Sijaj

### EP
- 2021 – Drama

### Singoli
- 2016 – Jad
- 2017 – Ėnergija Solnca
- 2017 – Nepravil'no
- 2018 – Ljubi menja
- 2018 – DNK (con GeeGun)
- 2018 – Golaja
- 2019 – Million
- 2019 – Mimo tebja (feat. Žak Ėntoni)
- 2019 – Meždu nami (con Njuša)
- 2019 – Odinokaja Luna
- 2020 – Davaj zabudem (feat. Taras)
- 2020 – Tvoj pervyj
- 2020 – Pod doždëm (con Irina Dubcova)
- 2020 – Chica bonita (con Artik e Marvin)
- 2021 – Streljaj (con Kučer)
- 2021 – P'ëš' i tancueš'
- 2021 – Družba
- 2021 – Devočka, ne plač'
- 2021 – Do Luny i obratno
- 2022 – 3 slova
- 2022 – Poka ty s nim
- 2022 – Esli (con Miša Marvin)
- 2022 – Peregorelo
- 2023 – Odin iz dvuch (con Seville)
- 2023 – Roza
- 2024 – Ko dnu
- 2024 – Ošibaemsja
- 2024 – Fitnes (con Kalvados)
- 2024 – Serdce v serdce
- 2025 – Vulkany (con Ani Lorak)

### Collaborazioni
- 2019 – Grustnyj dėns (Artik & Asti feat. Artëm Kačer)